# Interaktywny produkt IT
Interaktywny produkt IT – ogólnopolski konkurs informatyczny dla uczniów szkół ponadgimnazjalnych.
Konkurs organizowany jest przez Akademię Morską w Szczecinie od 2012 roku. Partnerami konkursu są firmy z branży IT. W dotychczasowych edycjach były to m.in.: Microsoft, Tieto, Unizeto. Celem konkursu jest popularyzacja branży IT i zachęcenie młodzieży do rozwoju i kształcenia w kierunku zawodów związanych z tą specjalnością.
Konkurs polega na przesłaniu indywidualnego lub zespołowego interaktywnego projektu stworzonego przy użyciu narzędzi IT. Może to być np. gra, strona www, animacja, aplikacja. Projekt może być wykonany w dowolnie wybranej technologii i może dotyczyć dowolnej tematyki. Projekty konkursowe oceniane są przez Jury konkursu.

## Zwycięzcy dotychczasowych edycji[5]

### III edycja (2014)
Tomasz Krzywicki, Bartoszyce za projekt Centrum Monitoringu v2.1.

### II edycja (2013)
Aleksander Kurczyk, Kłodzko; Piotr Wieczorek, Kłodzko za projekt studyCloud.

### I edycja (2012)
Marcin Łuszkiewicz, Słupsk; Kacper Żuk, Słupsk za projekt PlanetoWeb.